# Ophiorrhiza doormanniensis
Ophiorrhiza doormanniensis är en måreväxtart som beskrevs av Theodoric Valeton. Ophiorrhiza doormanniensis ingår i släktet Ophiorrhiza och familjen måreväxter. Inga underarter finns listade i Catalogue of Life.